# Victoria Guardia Alvarado
Victoria Guardia Alvarado (sinh năm 1939) là một chính trị gia và nhà ngoại giao người Costa Rica. Cô là Đại sứ hiện tại của Costa Rica trong FAO  tại Malta.
Cô sinh ra ở San José, Costa Rica, năm 1939. Cô học tại các trường đại học ở Mexico và tại Trường Ngoại giao Tây Ban Nha. Bà vào Bộ Ngoại giao vào ngày 15 tháng 6 năm 1966.   Bà đã giữ nhiều vị trí ngoại giao, bao gồm Bí thư thứ nhất của Đại sứ quán Costa Rica ở Madrid, người đứng đầu Nội các Bộ trưởng, trợ lý giám đốc của các tổ chức quốc tế.
Bà cũng là giáo sư của Viện ngoại giao của Thủ tướng Costa Rico.
Cô đã kết hôn với Manuel Antonio Hernández Gutiérrez, cũng là một Đại sứ của Costa Rica.